# Dunmore Pineapple
Pour les articles homonymes, voir Pineapple (homonymie).

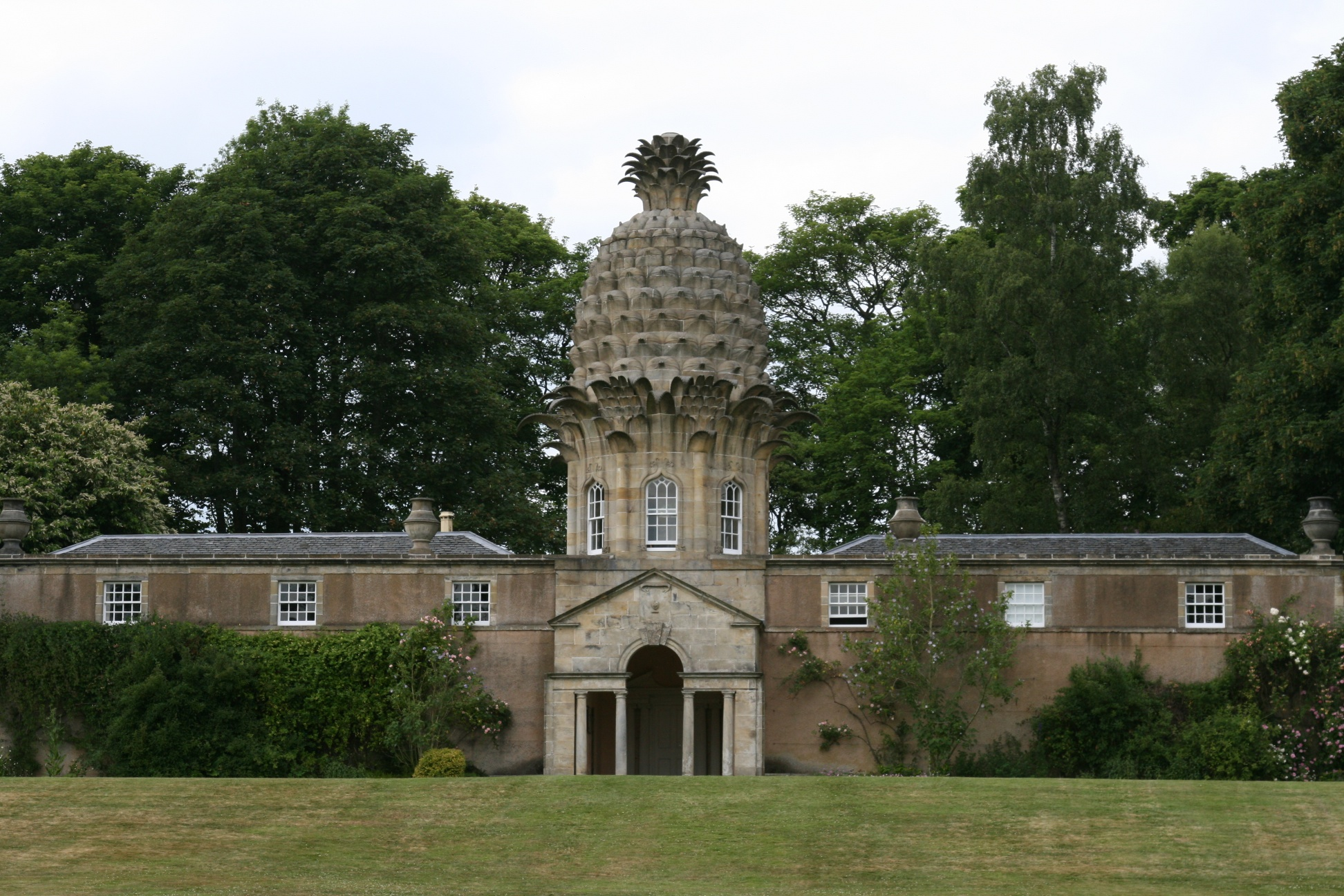
Dunmore Pineapple

La maison Dunmore Pineapple est une folie qualifiée de bâtiment parmi les plus étranges d’Écosse.
Elle est située dans le parc Dunmore, à 1 kilomètre au nord d'Airth dans le Falkirk.
Il s'agit d'une serre chauffée construite en 1761 par le 4e comte de Dunmore. On y cultivait notamment des ananas.